# Anacarsi Nardi
Anacarsi Nardi (Apella, 21 dicembre 1800 – Cosenza, 21 luglio 1844) è stato un patriota italiano.

## Biografia
Politicamente tendente al liberalismo moderato, Nardi fu chiamato a Modena durante i moti del 1831 dallo zio, l'avvocato Biagio Nardi, divenuto capo del governo provvisorio con la carica di dittatore, e fu nominato segretario del governo. 
Dopo il fallimento dell'insurrezione, zio e nipote trovarono rifugio a Corfù dove entrarono in contrasto. 

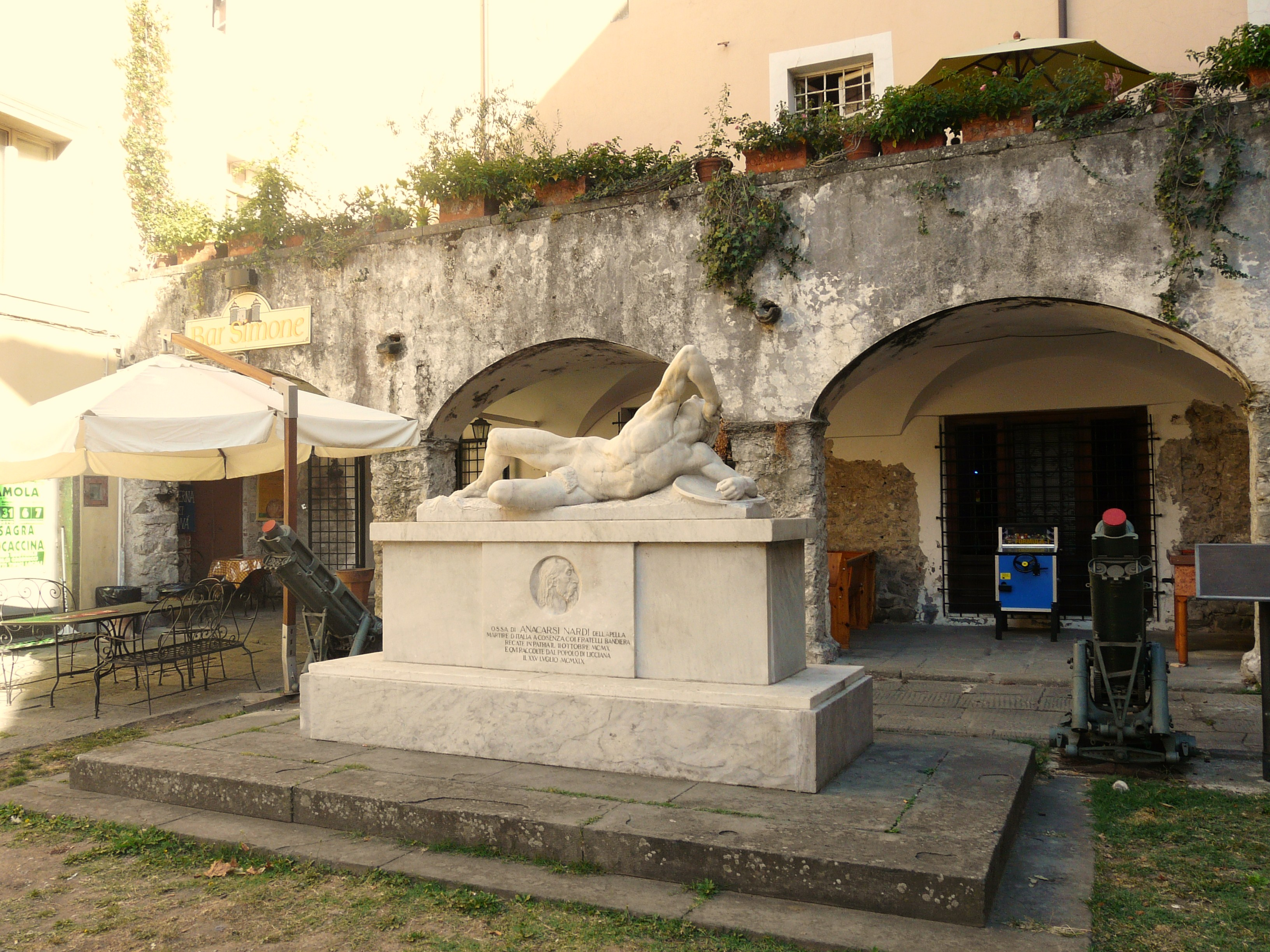
Il monumento nella piazza del municipio di Licciana Nardi

Anacarsi si unì ai fratelli Bandiera con i quali nel 1844 intraprese la spedizione nel Regno delle Due Sicilie con l'intenzione di provocare una rivolta in quelle terre. In seguito al fallimento della spedizione, Anarcarsi sopravvisse al conflitto a fuoco con i soldati borbonici, ma venne fucilato con gli altri superstiti a Cosenza, nel vallone di Rovito.
La sua salma, sepolta nel duomo di Cosenza, fu trasferita solennemente il 2 ottobre 1910 nel paese natale. 
Il monumento dedicato a Ciro Menotti del 1879 e realizzato in marmo di Carrara da Cesare Sighinolfi riporta sul basamento un'effigie in rilievo di Anacarsi Nardi.